# Гекер (Іллінойс)
Гекер (англ. Hecker) — селище (англ. village) в США, в окрузі Монро штату Іллінойс. Населення — 429 осіб (2020).

## Географія
Гекер розташований за координатами 38°18′18″ пн. ш. 89°59′39″ зх. д. / 38.30500° пн. ш. 89.99417° зх. д. (38.304900, -89.994145).  За даними Бюро перепису населення США в 2010 році селище мало площу 0,62 км², уся площа — суходіл. В 2017 році площа становила 0,66 км², з яких 0,65 км² — суходіл та 0,01 км² — водойми.

## Демографія
Згідно з переписом 2010 року, у селищі мешкала 481 особа в 194 домогосподарствах у складі 133 родин. Густота населення становила 774 особи/км².  Було 203 помешкання (327/км²).
Расовий склад населення:
| - 97,3 % — білих |

До двох чи більше рас належало 1,9 %. Частка іспаномовних становила 1,0 % від усіх жителів.
За віковим діапазоном населення розподілялося таким чином: 25,6 % — особи молодші 18 років, 54,2 % — особи у віці 18—64 років, 20,2 % — особи у віці 65 років та старші. Медіана віку мешканця становила 38,5 року. На 100 осіб жіночої статі у селищі припадало 111,0 чоловіків;  на 100 жінок у віці від 18 років та старших — 103,4 чоловіків також старших 18 років.
Середній дохід на одне домашнє господарство  становив 61 070 доларів США (медіана — 51 250), а середній дохід на одну сім'ю — 63 367 доларів (медіана — 65 833). Медіана доходів становила 55 750 доларів для чоловіків та 31 750 доларів для жінок. За межею бідності перебувало 21,0 % осіб, у тому числі 43,2 % дітей у віці до 18 років та 0,0 % осіб у віці 65 років та старших.
Цивільне працевлаштоване населення становило 195 осіб. Основні галузі зайнятості: освіта, охорона здоров'я та соціальна допомога — 14,4 %, науковці, спеціалісти, менеджери — 12,8 %, виробництво — 12,8 %.